# Rafał Wieruszewski
Rafał Wieruszewski (* 24. Februar 1981 in Środa Wielkopolska) ist ein polnischer Sprinter, der sich auf den 400-Meter-Lauf spezialisiert hat.
Bei den Leichtathletik-Juniorenweltmeisterschaften 2000 in Santiago de Chile wurde er Achter über 400 m und belegte mit der 4-mal-400-Meter-Staffel den dritten Platz. 2001 gewann er bei den Leichtathletik-U23-Europameisterschaften in Amsterdam die Bronzemedaille im 400-Meter-Lauf. Im selben Jahr wurde er bei den Leichtathletik-Weltmeisterschaften in Edmonton mit der Staffel Vierter. Durch die nachträgliche Disqualifikation der zunächst siegreichen US-amerikanischen Mannschaft wegen eines Dopingvergehens ihres Läufers Antonio Pettigrew rückte das polnische Quartett um Rafał Wieruszewski, Piotr Haczek, Piotr Długosielski und Piotr Rysiukiewicz jedoch noch auf den Bronzerang vor.
2003 wurde Wieruszewski polnischer Meister über 400 m sowohl in der Halle als auch im Freien und wurde Dritter bei der Universiade in Daegu. Bei den Hallenweltmeisterschaften in Birmingham im selben Jahr erreichte er mit der Staffel den vierten Platz. Ebenfalls in der 4-mal-400-Meter-Staffel gewann er bei der Universiade 2005 in İzmir die Goldmedaille.
Bei den Leichtathletik-Hallenweltmeisterschaften 2006 in Moskau holte er in der Staffel gemeinsam mit Daniel Dąbrowski, Marcin Marciniszyn und Piotr Klimczak die Silbermedaille hinter der US-amerikanischen Mannschaft. Einige Monate später feierte Wieruszewski bei den Europameisterschaften in Göteborg seinen nächsten Erfolg in der Staffel, als er zusammen mit Daniel Dąbrowski, Piotr Kędzia und Piotr Rysiukiewicz die Bronzemedaille gewann. Er startete in Göteborg auch im 400-Meter-Lauf und belegte den siebten Rang.
Wieruszewski war Mitglied der polnischen 4-mal-400-Meter-Staffel, die bei den Leichtathletik-Weltmeisterschaften 2007 in Osaka die Bronzemedaille gewann, wurde selbst jedoch nur in der Vorrunde eingesetzt. Bei den Olympischen Spielen 2008 in Peking wurde er mit der Staffel Siebter. Bei den Leichtathletik-Weltmeisterschaften 2009 in Berlin kam er in der am Ende fünftplatzierten polnischen Staffel wieder nur in der Qualifikationsrunde zum Einsatz.
Rafał Wieruszewski ist 1,81 m groß und hat ein Wettkampfgewicht von 63 kg.

## Statistik
- 200 m: 21,06 s, 25. August 2002, Krakau
- 400 m: 45,56 s, 8. August 2006, Göteborg
  - Halle: 46,87 s, 2. März 2003, Spała